# Onthophagus victoriensis
Onthophagus victoriensis là một loài bọ cánh cứng trong họ Bọ hung (Scarabaeidae).